# نهر براهمابوترا
نهر براهمابوترا (السنسكريتية ब्रह्मपुत्र, الأسامية ব্ৰহ্মপুত্ৰ নদ Brôhmôputrô), ويسمى أيضًا تسانج بو-براهمابوترا، هو نهر عابر للحدود ويعد أحد الأنهار الرئيسية في قارة آسيا.
من خلال مصدره الذي ينبع من بحيرة تالونغ تسو في جنوب غرب التبت مثل نهر يارلونغ تسانغبو، يتدفق النهر عبر منطقة التبت الجنوبية مخترقًا جبال الهيمالايا في الممرات الضيقة الكبرى وإلى ولاية أروناجل برديش في (الهند) حيث يُعرف هناك باسم ديهانغ (Dihang). ويتدفق النهر ناحية الجنوب الغربي عبر وادي أسام باعتباره نهر براهمابوترا وجنوبًا عبر بنغلاديش باعتباره نهر جمنا (لا يجب الخلط بينه وبين نهر يمنا في الهند). ويتحد في دلتا الغانج الواسعة مع نهر بادما، وهو فرع النهر الرئيسي لـنهر الغانج ثم يتحد مع نهر ميغنا، قبل أن يصب في خليج البنغال.
ويعد نهر براهمابوترا، الذي يمتد طوله 1,800 ميل (2,900 كم) تقريبًا، أحد الأنهار الهامة في الري والنقل. ويصل متوسط عمق المياه في النهر إلى 124 قدم (38 م) وأقصى عمق له هو 380 قدم (120 م). ويتعرض النهر لفيضانات كارثية في فصل الربيع عندما تذوب ثلوج جبال الهيمالايا. وتعد النسبة المتوسطة لتدفق المياه من النهر حوالي 19300 متر مكعب في الثانية (680000 قدم/الثانية)، ويمكن أن تصل الفيضانات لأكثر من 100000 متر مكعب في الثانية (3500000 قدم/الثانية). ويعد هذا النهر مثالاً تقليديًا على النهر المضفر وهو معرض بدرجة كبيرة لـنزوح قناة النهر وانفصال القناة. كما أنه أحد الأنهار القليلة في العالم التي تُظهر موجة مدية عالية. وهو صالح للملاحة في معظم طوله.
يتدفق النهر في جبال الهيمالايا شرق الحدود الهندية النيبالية والجزء الجنوبي الأوسط من هضبة التبت فوق حوض نهر الغانج والجزء الجنوبي الشرقي من التبت وتلال باتكاي-بوم والمنحدرات الشمالية من تلال الميغالايا وسهول أسام والجزء الشمالي من بنغلاديش. ويتميز الحوض، وخاصة جنوب التبت بهطول أمطار غزيرة. ويعد جبل كانغشينجونغا (8586 م) هو القمة الوحيدة التي ترتفع لأكثر من 8000 م وأعلى نقطة في حوض نهر براهمابوترا.
لم يكن المجرى العلوي لنهر براهمابوترا معروفًا لفترة طويلة، ولم تنشأ تسميته باسم يارلونغ تسانغبو إلا عند استكشافه بين عامي 1884-86. وغالبًا ما يسمى النهر باسم نهر تسانج بو-براهمابوترا.
وتعد الروافد السفلية شيئًا مقدسًا عند الهندوس. وبينما تحمل معظم الأنهار في شبه القارة الهندية أسماء إناث، يحمل هذا النهر اسمًا مذكرًا نادرًا، فهو يعني «ابن براهما» في اللغة السنسكريتية (بوترا تعني «ابن»).

## كتابات أخرى
- Bibliography on Water Resources and International Law. Peace Palace Library
- Rivers of Dhemaji and Dhakuakhana
- Background to Brahmaputra Flood Scenario
- The Mighty Brahmaputra
- "The Brahmaputra", a detailed study of the river by renowned writer Arup Dutta. (Published by National Book Trust, New Delhi, India)